# Škůdra
Škůdra je část obce Strašice v okrese Strakonice v Jihočeském kraji. Leží přibližně šestnáct kilometrů od Strakonic v nadmořské výšce zhruba 550 až 570 metrů. V roce 2011 zde trvale žilo 66 obyvatel.
Škůdra administrativně patří k obci Strašice, v místním osmičlenném zastupitelstvu má dva zástupce. Ve vsi je i pobočka strašického zemědělského obchodního družstva, zejména kravín a drůbežárna.

## Historie
První písemná zmínka o vesnici pochází z roku 1045, kdy kníže Břetislav I. daroval tehdejší Scodru Břevnovskému klášteru.

## Obyvatelstvo
| Rok            | 1869 | 1880 | 1890 | 1900 | 1910 | 1921 | 1930 | 1950 | 1961 | 1970 | 1980 | 1991 | 2001 | 2011 | 2021 |
| -------------- | ---- | ---- | ---- | ---- | ---- | ---- | ---- | ---- | ---- | ---- | ---- | ---- | ---- | ---- | ---- |
| Počet obyvatel | 247  | 269  | 274  | 249  | 236  | 244  | 233  | 144  | 157  | 130  | 103  | 80   | 73   | 66   | 52   |
| Počet domů     | 38   | 40   | 46   | 46   | 46   | 46   | 44   | 44   | 36   | 32   | 34   | 40   | 41   | 40   | 40   |

## Obecní správa
Při sčítání lidu v letech 1850–1976 Škůdra byla samostatnou obcí v okrese Strakonice. Od 1. dubna 1976 je částí obce Strašice v okrese Strakonice.

## Pamětihodnosti
Na návsi je kaplička z roku 1831 (chráněna coby kulturní památka ČR), za vsí podobně jako ve Strašicích společenská klubovna. Severně od vesnice leží na kopci menší kaplička, která byla údajně postavena na památku padlých vojáků (švédských v 17. století či francouzských z 18. století), spolehlivé záznamy však nejsou k dispozici.

## Galerie

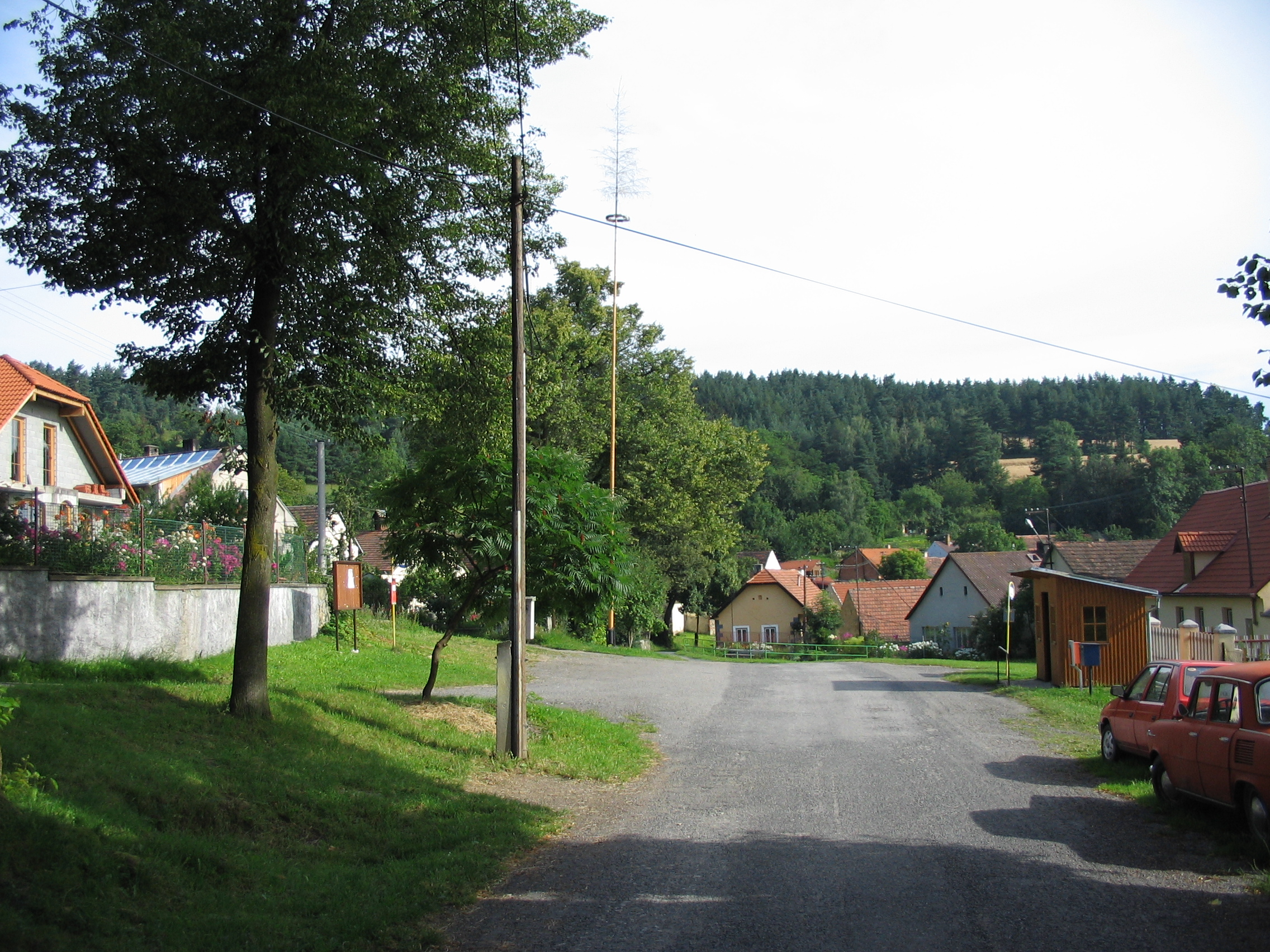
Náves ve Škůdře
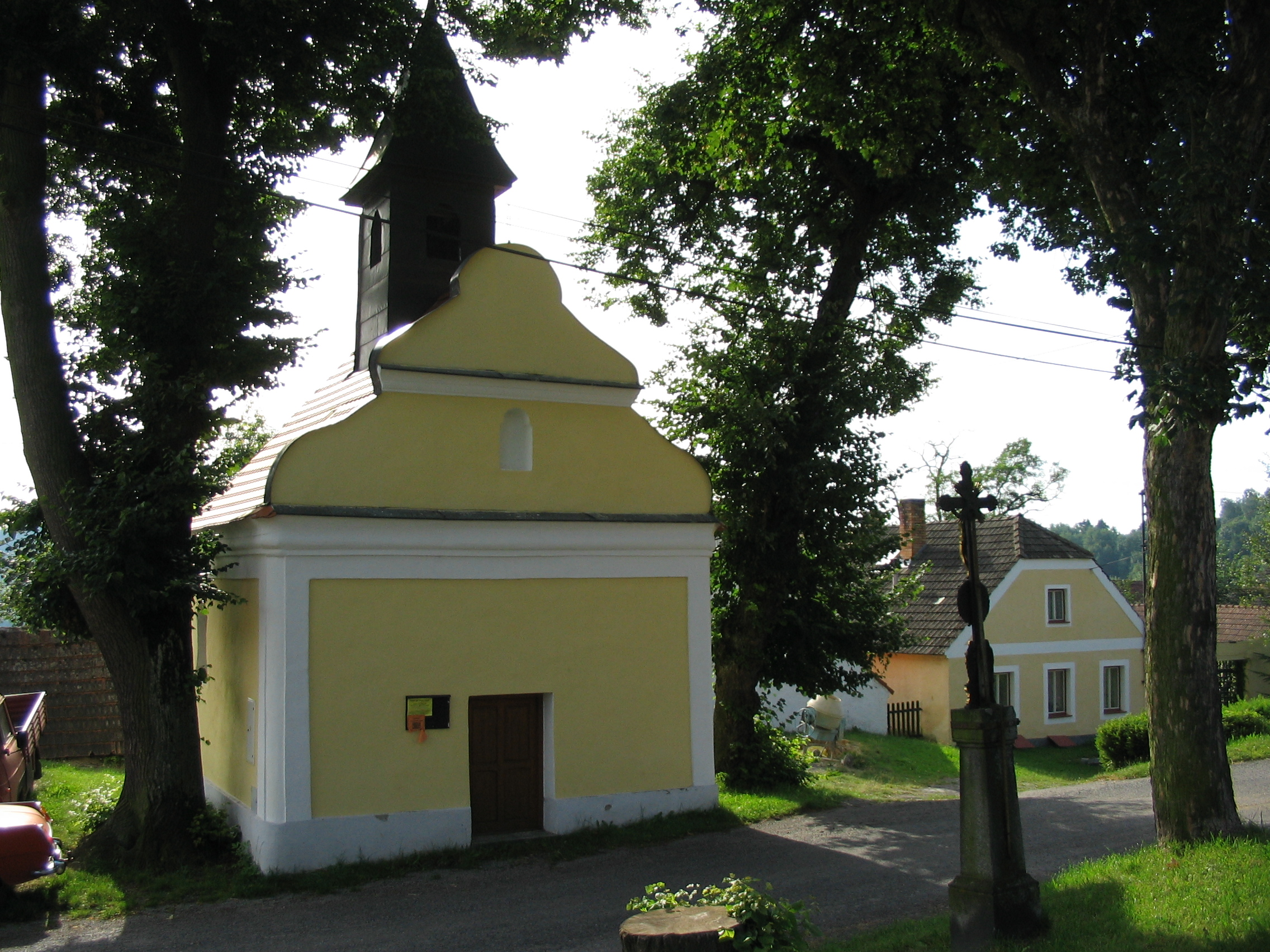
Kaple na návsi z roku 1831
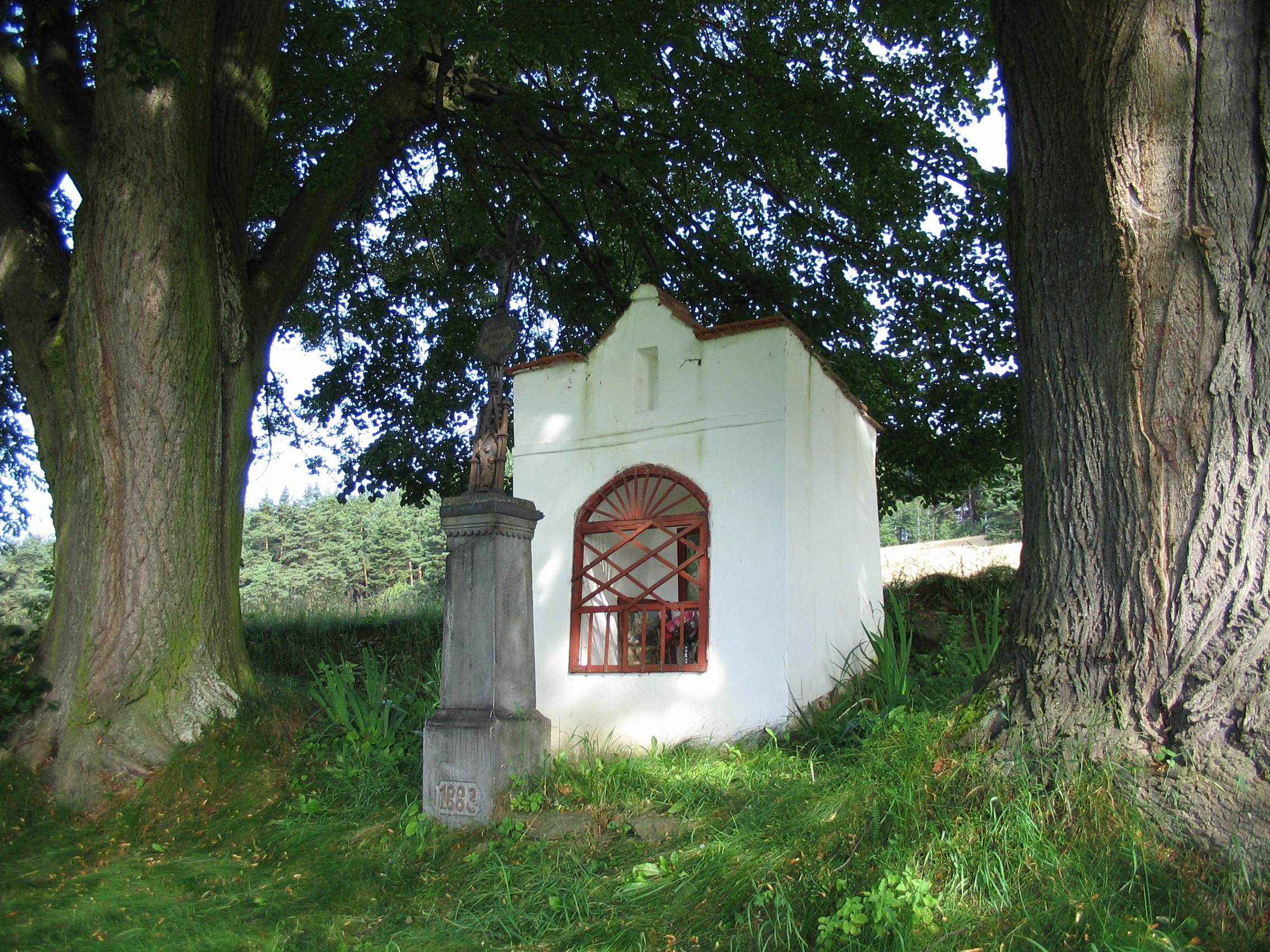
Kaplička nad Škůdrou